# Eupithecia franconiata
Eupithecia franconiata är en fjärilsart som beskrevs av Schütze 1956. Eupithecia franconiata ingår i släktet Eupithecia och familjen mätare. Inga underarter finns listade i Catalogue of Life.